# Ehretia decaryi
Ehretia decaryi är en strävbladig växtart som beskrevs av J. S. Mill. Ehretia decaryi ingår i släktet Ehretia och familjen strävbladiga växter. Inga underarter finns listade i Catalogue of Life.